# Riket (programformat)
Riket (engelskt namn: The Empire) är ett programformat som utvecklats av Troja Television, Sveriges Television och Jarowskij. Formatet utvecklades för SVT som behövde en ersättare för Expedition Robinson sedan man valt att sluta sända detta program. Den svenska versionen hade premiär i november 2004 och formatet har sedan sålts utomlands.

## Länder till vilka formatet licensierats
| Land           | Lokalt namn           | Företag         | TV-kanal      |
| -------------- | --------------------- | --------------- | ------------- |
| Sverige        | Riket                 | SVT             | SVT1          |
| Nederländerna* | Oberon                | TROS            | Nederland 2   |
| Belgien*       | De saga van Oberon    | VRT             | één           |
| Frankrike      | Le Royaume (avbruten) | TF1 SA          | TF1           |
| Italien        | Il Castello           | Mediaset        | Canale 5      |
| Ryssland       | Imperia               | ORT-Channel One | Pierwyj Kanal |

*Oberon är samproducerat mellan public service-organisationerna i Nederländerna och flamländska Belgien.